# Élections législatives italiennes de 1909
Les élections législatives italiennes de 1909 (en italien : Elezioni politiche italiane del 1909) ont lieu du 7 mars 1909 au 14 mars 1909.

## Partis et chefs de file
| Parti | Parti                                 | Idéologie                              | Chef de file        |
| ----- | ------------------------------------- | -------------------------------------- | ------------------- |
|       | Gauche historique                     | Libéralisme, Centrisme                 | Giovanni Giolitti   |
|       | Parti socialiste italien              | Socialisme, Socialisme révolutionnaire | Filippo Turati      |
|       | Parti radical italien                 | Radicalisme, Républicanisme            | Ettore Sacchi       |
|       | Droite historique                     | Conservatisme, Monarchisme             | Sidney Sonnino      |
|       | Parti républicain italien             | Républicanisme, Radicalisme            | Napoleone Colajanni |
|       | Union électorale catholique italienne | Cléricalisme, Démocratie chrétienne    | Ottorino Gentiloni  |

## Résultats
| Parti                               | Parti                                 | Voix      | %     | Sièges | +/-        |
| ----------------------------------- | ------------------------------------- | --------- | ----- | ------ | ---------- |
|                                     | Gauche historique                     | 995 290   | 54,03 | 329    | 10         |
|                                     | Parti socialiste italien              | 347 615   | 18,87 | 41     | 12         |
|                                     | Parti radical italien                 | 181 242   | 9,84  | 48     | 11         |
|                                     | Droite historique                     | 108 029   | 5,86  | 44     | 32         |
|                                     | Parti républicain italien             | 81 461    | 4,42  | 23     | 1          |
|                                     | Union électorale catholique italienne | 73 015    | 3,96  | 18     | 15         |
|                                     | Indépendant                           | 41 213    | 2,24  | 0      |            |
|                                     | Vacant                                |           |       | 5      |            |
| Votes invalides/blancs              | Votes invalides/blancs                | 61 500    |       |        |            |
| Total                               | Total                                 | 1 903 687 | 100,0 | 508    | stagnation |
| Électeurs enregistrés/participation | Électeurs enregistrés/participation   | 2 930 473 | 64,96 |        |            |